# 长鳞贝母兰
长鳞贝母兰（学名：Coelogyne ovalis），为兰科贝母兰属下的一个植物种。